# Carnets du paysage
Les Carnets du paysage est une revue française consacrée exclusivement au paysage publiée par l'École nationale supérieure du paysage depuis 1998. 

## Quelques contributeurs
- Augustin Berque
- Gilles Clément
- Michel Corajoud
- Christophe Domino
- Jacques Simon
- Gilles A. Tiberghien